# Theodor Hagander
Johan Theodor Anderson Hagander, född den 31 oktober 1847 i Karlstad, död den 31 januari 1912 i Ljusdals församling, Gävleborgs län, var en svensk jurist. Han var dotterson till Johan Hagander, bror till Axel Hagander och far till Johan Hagander.
Hagander blev student vid Uppsala universitet 1866 och avlade examen till rättegångsverken 1869. Han blev vice häradshövding 1874 och häradshövding i Västra Hälsinglands domsaga 1885. Hagander blev riddare av Nordstjärneorden 1895.